# Kamatadó
A kamatadó (angolul interest tax) a kamatjövedelmek után fizetendő, lineáris adó, amelynek alapját a tőkejövedelmek képezik.

## Mértéke Magyarországon
| Időszak                                  | Az adóalaphoz viszonyítva                               |
| ---------------------------------------- | ------------------------------------------------------- |
| 1990 - 1995. december 31.                | 20%, majd 10%                                           |
| 1996. január 1. – 2006. augusztus 31.    | 0%                                                      |
| 2006. szeptember 1. – 2010. december 31. | 20%                                                     |
| 2011. január 1. – 2013. julius 31.       | ???                                                     |
| 2013. augusztus 1. – 2015. december 31.  | 20%, illetve további 6% egészségügyi hozzájárulás (eho) |
| 2016. január 1. – 2016. december 31.     | 15%, illetve további 6% egészségügyi hozzájárulás (eho) |
| 2017. január 1-től                       | 15%                                                     |
| 2019. június 1-től                       | 0% az új betétekre                                      |

Tartós lekötési konstrukciók esetében az adó mértéke általában a következők:
- a 3. év előtt felvett kamatok után 15%
- a 3. év után felvett kamatok után 10%
- az 5. év letelte után felvett kamatok után 0%

## Megfizetése
- A kamatjövedelem a kamatadó lineáris jellege miatt  az egyéb jövedelmektől elkülönítetten adózik.
- A bankoktól függ, hogyan fizettetik meg a kamatadót. Általában magánszemélyek betétei után automatikusan levonják, így az ügyfeleknek adóbevallási kötelezettsége a kamatadó tekintetében nincs.
- Más a helyzet céges bankszámlák és tartós lekötési konstrukciók kamatait illetően. Céges és vállalkozói számlák kamatai után adóbevallási és adófizetési kötelezettség terheli az ügyfelet.